# جون ستيوارت تومسون
جون ستيوارت تومسون (بالإنجليزية: John Stuart Thomson)‏ (1869 - 1950)؛ شاعر وروائي أمريكي.